# Psalenoba nunciaeformis
Psalenoba nunciaeformis is een hooiwagen uit de familie Triaenonychidae.